# Acércate a mí
Acércate a Mí  es un sencillo de la bailarina, presentadora de televisión y actriz Yamna Lobos perteneciente al segundo disco del programa de televisión chileno Yingo de Chilevisión llamado Yingo 2, en donde interpetan varios integrantes del elenco una canción, y siendo la primera vez que la bailarina graba un tema en solitario.
- Datos: Q5657208